# Emporiae
Emporiae (gr. Ἐμπόριον Emporion) – starożytne miasto na północno-wschodnim wybrzeżu Hiszpanii, umiejscowione w zatoce Roses na Costa Brava. Dzisiejsze Ampurias (katal. Empúries) w comarce Alt Empordà. Na antyczny organizm miejski składają się pozostałości czterech różnych miast .

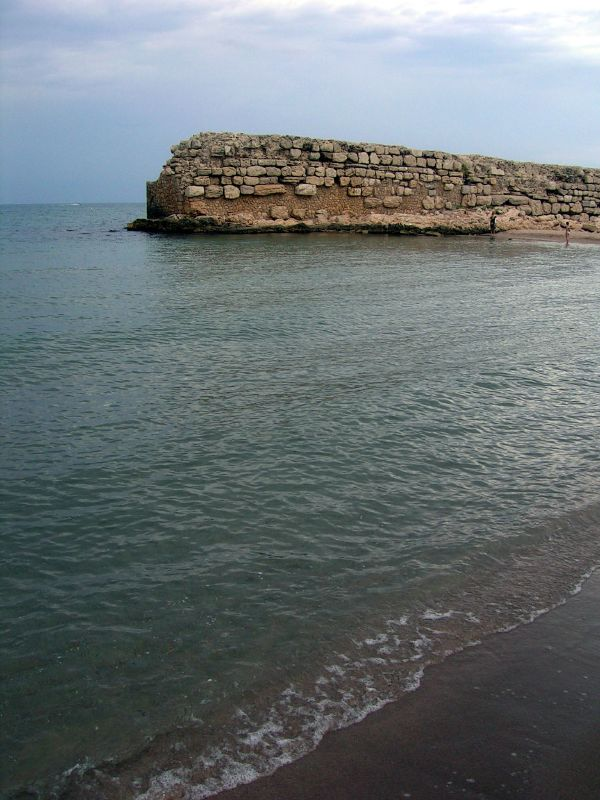
Pozostałość greckiego falochronu portowego (II-I w. p.n.e.)

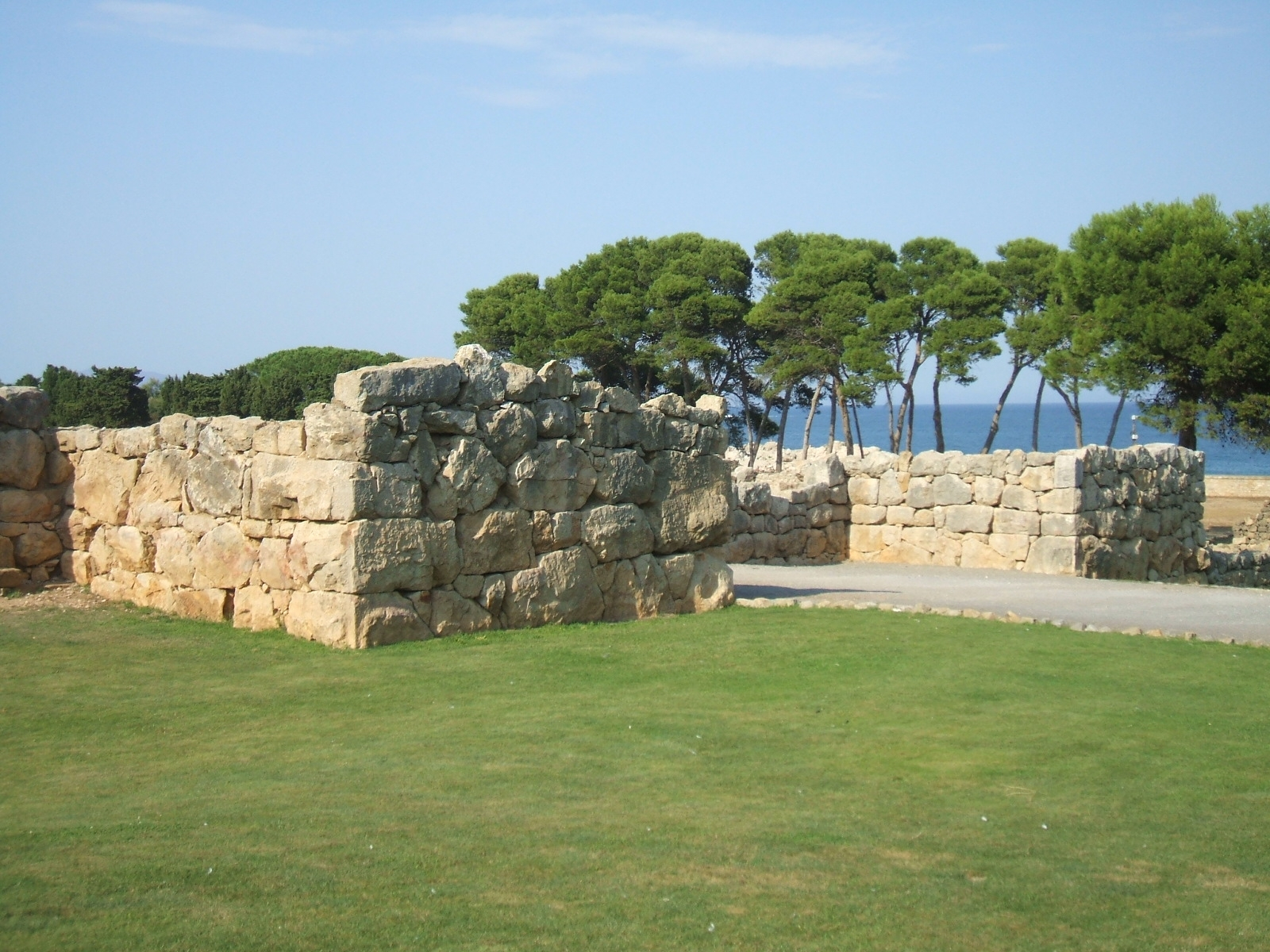
Południowa brama kolonii Neapolis

## Geneza
Powstało jako handlowa osada (emporium) na iberyjskim pobrzeżu u wschodniego krańca Pirenejów, założone ok. 575 p.n.e. przez małoazjatyckich Fokajczyków z Massalii (Marsylii). Należało do łańcucha późniejszych marsylskich kolonii, którymi na pobrzeżu iberyjskim były też położone dalej na południe Hermoskopejon (przypuszczalnie na przylądku Denia) i Mainake (w okolicach Malagi). Wskutek silnej kartagińskiej konkurencji przetrwało spośród nich jedynie Emporion i tylko ono zachowało prawo emitowania własnej monety.
Nosząca początkowo tę nazwę, a potem określana jako Palaiopolis („stare miasto”) osada na wysepce (obecnie półwysep) San Martín de Ampurias, miała świątynię Artemidy efeskiej i od południowej strony port, z którego szczątkowo zachowało się molo . W bliskim sąsiedztwie, na lądzie stałym znajdowała się iberyjska osada Indika.

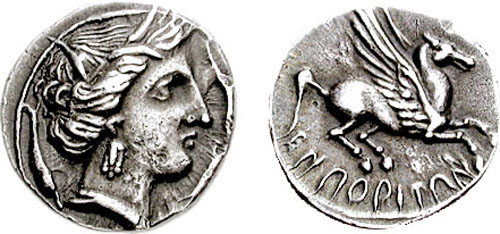
Miejscowa moneta z połowy III wieku p.n.e.

## Rozwój miasta greckiego
Rozrost portowej osady handlowej i przyjazne stosunki z miejscową ludnością zdecydowały wkrótce o przeniesieniu greckiego osadnictwa na stały ląd, gdzie ok. 550 p.n.e. powstała otoczona murem kolonia o nazwie Neapolis. Świadectwa archeologiczne dowodzą jednak w jej obrębie koegzystencji Greków z ludnością tubylczą. Położone w rejonie bogatego rolnictwa (zboże), pomiędzy ujściami dwóch rzek (Fluwii i Ter), zapewniających łatwą komunikację z wnętrzem kraju, miasto – jako główna kolonia Massalii – przeżywało nieustanny rozwój, zmuszający do poszerzenia murów obronnych. W III w. p.n.e. na wzmocnienie jego obronnych konstrukcji wpłynęły też działania wojsk kartagińskich prowadzone na tym obszarze podczas wojen punickich. Zbudowany z dużych ciosowych bloków kamiennych uzupełnionych żwirem mur Neapolis ma dotąd wysokość ponad 4 m przy szerokości 2 metrów.
Większość zachowanych obiektów greckich pochodzi z okresu hellenistycznego. Należą do nich agora i stoa, świątynia Asklepiosa z ablucyjnymi cysternami i odnalezionym jego posągiem oraz okazalsze domostwa wieloizbowe, zdobione mozaikami. Usytuowana na styku dwóch głównych ulic agora, będąca placem o wymiarach 50x40 m, otoczona jest wysokim kolumnowym portykiem (stoa) i przylega do niej największy miejski budynek (50x14 m), gdzie prawdopodobnie skupiało się handlowe życie emporium. O jego charakterze dodatkowo świadczą pozostałości przetwórni ryb i warzelni soli wzdłuż głównej ulicy, opodal agory. Poza murami, w sąsiedztwie tubylczej osady Indika położone były warsztaty metalurgiczne, gdzie wytapiano ołów i dokonywano obróbki srebra. Transporty z Italii spowodowały przebudowę starego portu Palaiopolis, gdzie w II/I w. p.n.e. powstał potężny falochron z bloków wapiennych wypełnionych betonem (nadal zachowane ok. 80 m konstrukcji).

## Miasto rzymskie

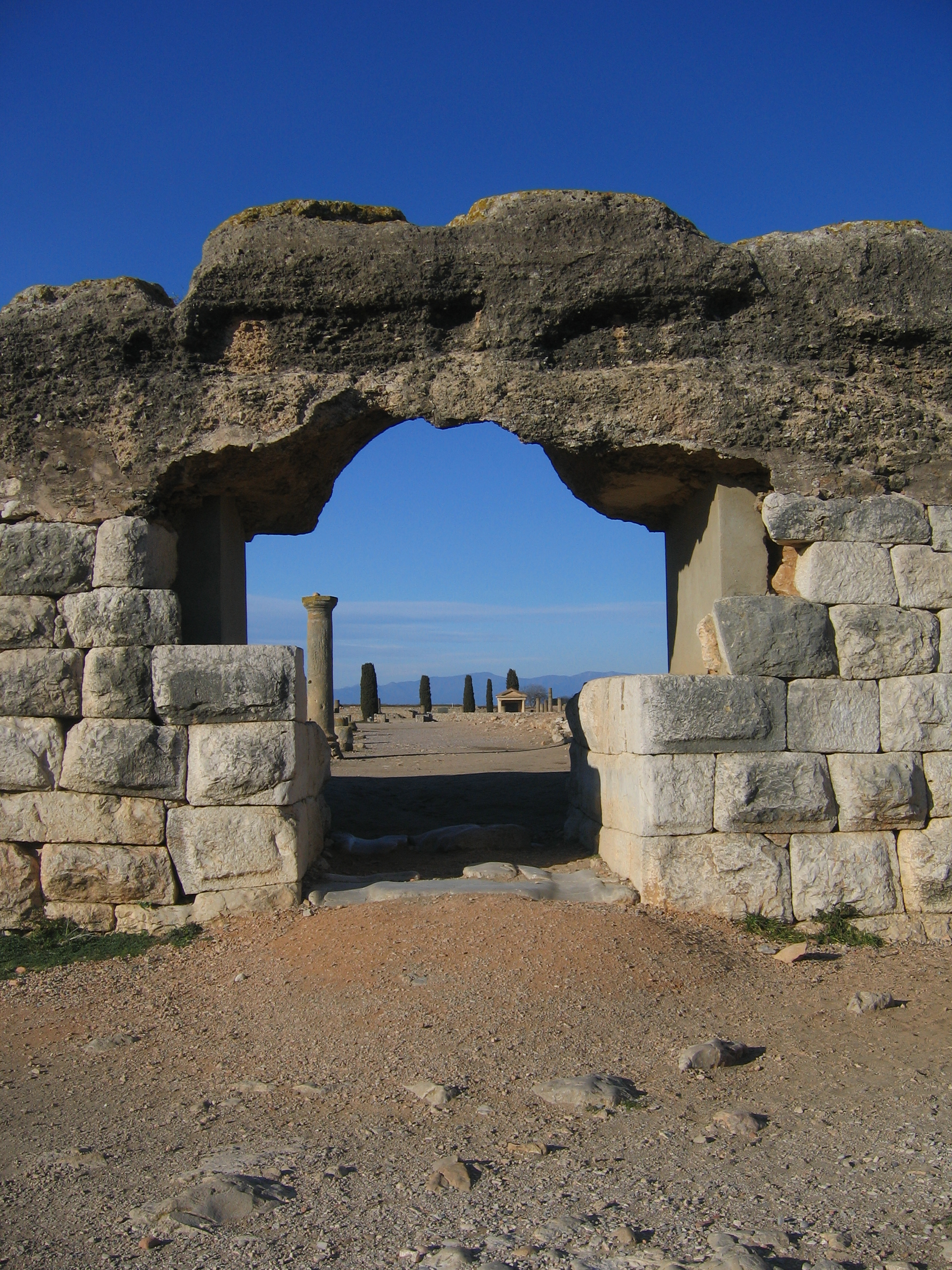
Mur z bramą z czasów rzymskich

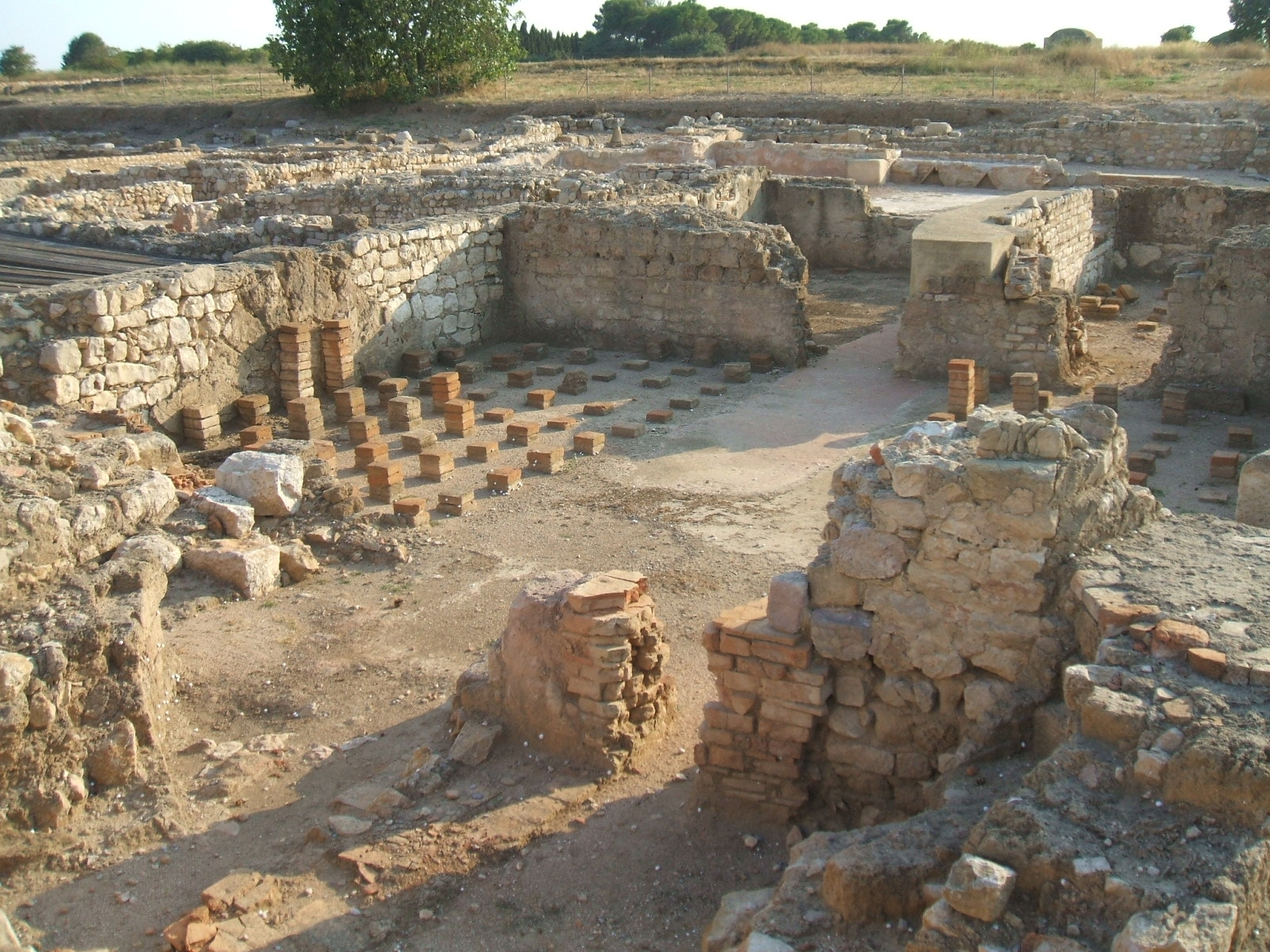
Fragment term miasta rzymskiego z widocznym systemem hypokaustum

Z wojnami punickimi łączyła się wczesna obecność Rzymian, których oddziały w Emporion wylądowały w 219 p.n.e. w związku z marszem Hannibala ku Italii. Dla rzymskich wojsk operujących w Hiszpanii miasto stało się odtąd ważnym punktem przeładunkowym na szlaku transportów z Italii i liczącą się bazą dla działań wojennych, które ostatecznie doprowadziły do opanowania w II w. p.n.e. terytoriów określanych jako Hispania Citerior i Hispania Ulterior. Na ten okres przypadało nasilenie działalności budowlanej w mieście, które za Juliusza Cezara zyskało w 45 p.n.e. status kolonii rzymskiej .
Zaczątek miasta rzymskiego stanowił niewielki obóz na wzgórzu ponad miastem, strzegący i zabezpieczający zespół portowy. Późniejsze miasto, w granicach murów zbudowanych w technice opus caementicum, obejmowało powierzchnię 22,5 hektara i mieściło się w regularnej siatce ulic (sześć cardines przecinających się z sześcioma decumani), podzielone na strefę mieszkalną, sakralną i handlowo-administracyjną, odpowiadając w tym schematowi innych rzymskich miast prowincjonalnych. W kwartałach mieszkalnych dominowały insule, w centralnej części powstało forum, udostępnione częściowo zabudowaniom handlowym, które od północy zamykała świątynia trójcy kapitolińskiej.
Za Augusta forum otoczono portykiem i przebudowano handlowe tabernae. Powstała też świątynia kultu Romy i Augusta oraz inne budowle kultowe i administracyjne; uległy one zniszczeniu za Flawiuszów podczas pożaru w drugiej połowie I wieku n.e. Poza murami od strony południowej wzniesiono amfiteatr dla walk gladiatorów, a w sąsiedztwie – palestrę, mieszkańcy korzystali również z term. Rzymska kultura wywierała też rosnący wpływ na budownictwo prywatne – domy zamożnych obywateli miały układ, konstrukcję i zdobnictwo przejęte od Rzymian. Budowano je na planie litery T, z atrium i impluvium otoczonymi mieszkalnymi pomieszczeniami, z ogrodem na tyłach budynku, przy tym bogato dekorowane mozaikami, ale i malowidłami ściennymi, zapewne naśladującymi wzory z Italii 
.
Wymowne na tym tle jest porównanie zabudowań miasta rzymskiego i greckiego, którego niewielkie i proste w urządzeniu domy nie różniły się wiele od chat wioski tubylczej w nieodległym Ensérune; miasto rzymskie uderza rozmachem i okazałością w postaci m.in. przestronności willi o regularnym planie oraz bogactwem i różnorodnością ich zdobień.
Po okresie pomyślności i nieskrępowanego rozwoju nastąpiło na przełomie I/II wieku n.e. ekonomiczne załamanie i ogólny kryzys wywołany utratą przewodniej roli miasta na zachodnim szlaku handlowym. Stopniowe wyludnianie organizmu miejskiego zapoczątkowało opuszczenie dawnego Neapolis już u schyłku I stulecia, choć centralną część miasta rzymskiego zamieszkiwano do drugiej połowy III wieku. Upadek Emporiae przyspieszył najazd Franków w latach 256–262. Przemiany te sprawiły, że ponownemu zasiedleniu uległa najstarsza i najbezpieczniej położona część kolonii – dawne Palaiopolis, podczas gdy główne miasto Greków i Rzymian popadało w nieuchronną ruinę. W IV wieku powstało tam jeszcze kilka budowli chrześcijańskich i cmentarz. Po kolejnym, wizygockim najeździe Emporiae zachowało jeszcze znaczenie, będąc od VI w. siedzibą biskupią, a później stolicą lokalnego księstwa, lecz ostateczny koniec starożytnego miasta spowodowany został w początkach VIII stulecia najazdem Arabów .